# Bernhard von Hindenburg

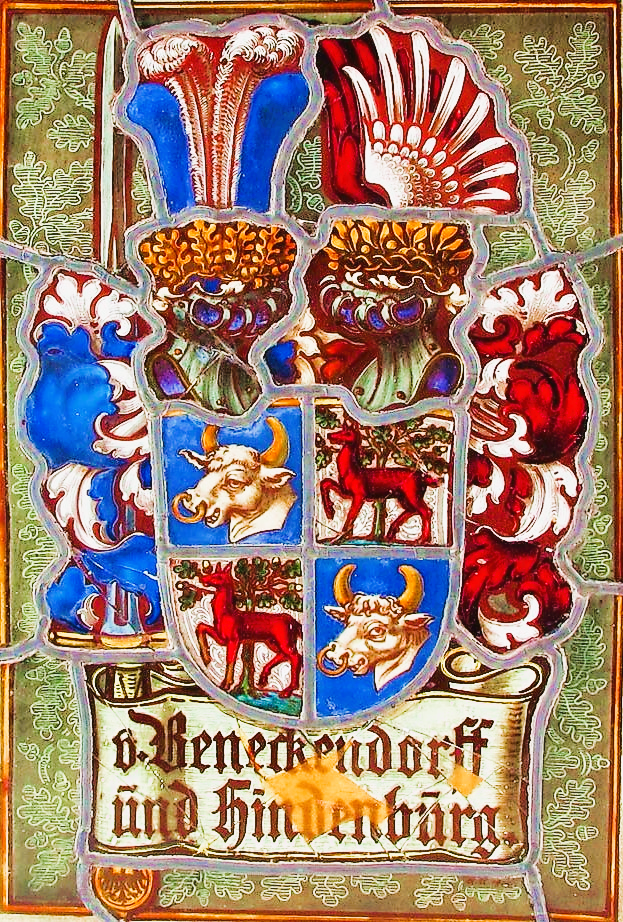
Wappen derer von Beneckendorff und von Hindenburg

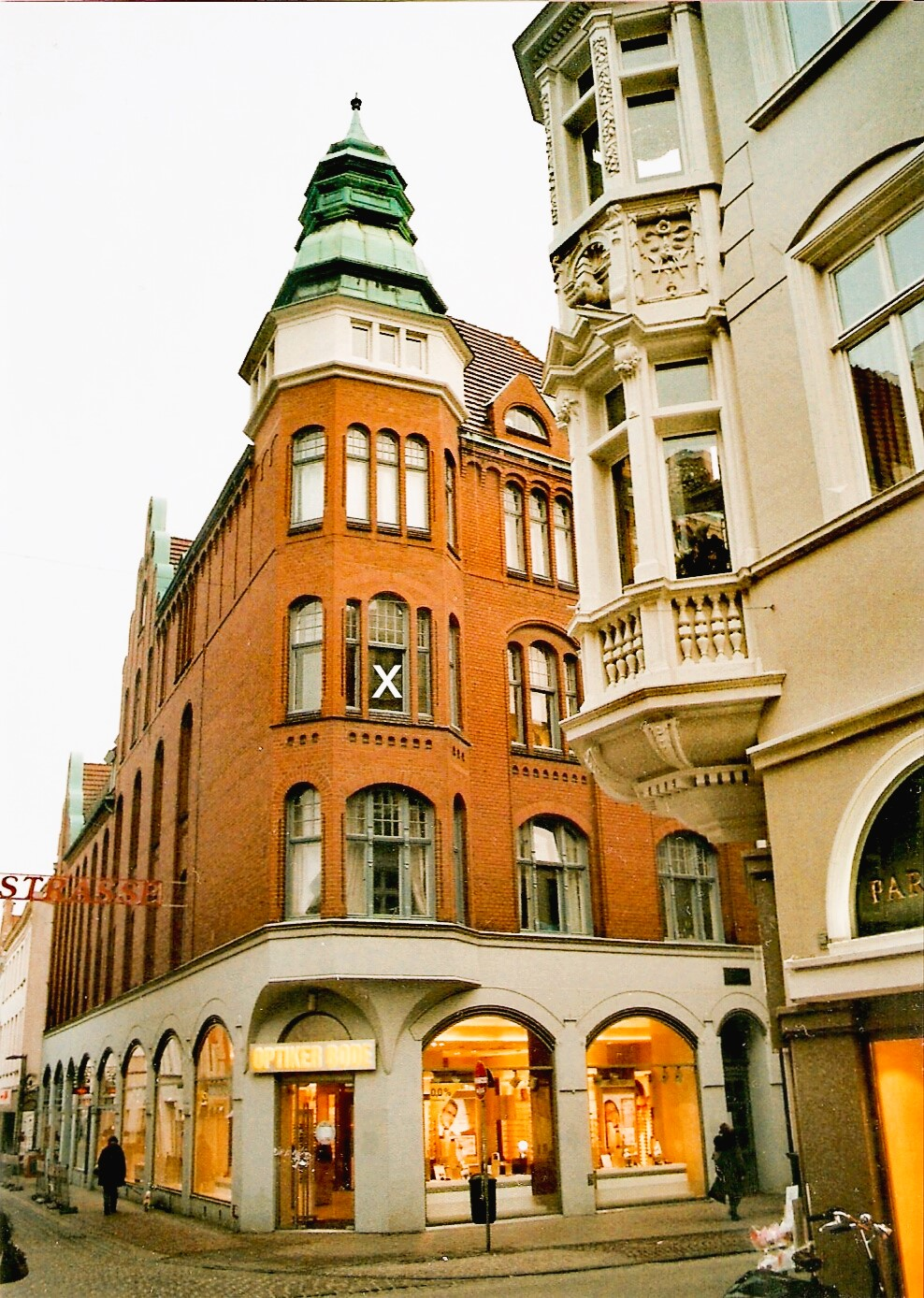
Alterswohnsitz des Bernhard von Hindenburg

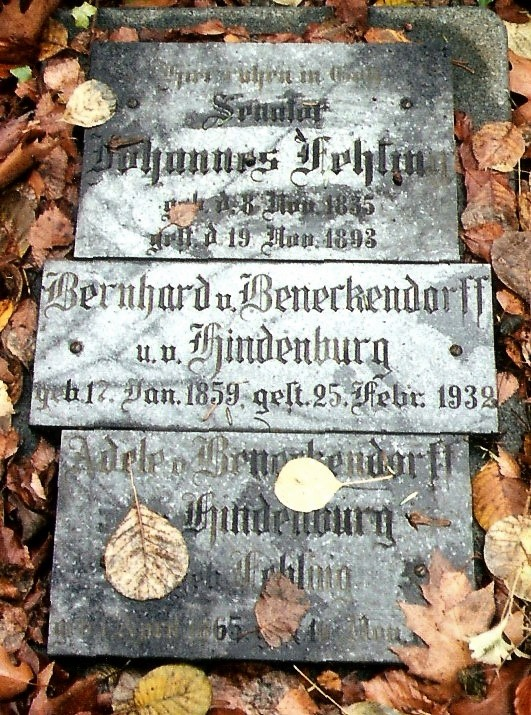
Hindenburgsches Urnengrab

Bernhard August Richard von Beneckendorff und von Hindenburg, Pseudonym: Bernhard von Burgdorff (* 17. Januar 1859 in Glogau, Schlesien; † 25. Februar 1932 in Lübeck) war ein preußischer Offizier und Schriftsteller.

## Leben

### Herkunft
Bernhard entstammte dem Adelsgeschlecht von Beneckendorff und von Hindenburg. Er war der jüngste Sohn des Rittergutsbesitzers und Majors a. D. Robert von Beneckendorff und von Hindenburg (* 21. Mai 1816 in Gut Neudeck; † 16. April 1902 ebenda) und dessen Ehefrau Luise Schwickart (* 21. April 1825 in Posen; † 5. August 1893). Sein älterer Bruder Paul (1847–1934) schlug ebenfalls eine Militärkarriere ein, brachte es bis zum Generalfeldmarschall und war ab 1925 Reichspräsident.

### Militärlaufbahn
Aus dem Kadettenkorps kommend wurde Hindenburg am 15. April 1878 als Portepee-Fähnrich dem 1. Hannoverschen Dragoner-Regiment Nr. 9 der Preußischen Armee in Metz überwiesen. Am 13. Januar 1880 zum Sekondeleutnant befördert, erhielt er am 13. Januar 1883 unter Stellung à la suite seines Regiments ab dem 1. Februar einen einjährigen Urlaub. Wieder eingereiht wurde er am 15. November 1883 in das Mindener Infanterie-Regiment „Prinz Friedrich der Niederlande“ (2. Westfälisches) Nr. 15. Seinem Abschiedsgesuch wurde am 14. Juli 1885 stattgegeben.
Am 14. Dezember 1886 trat Hindenburg erneut in die Armee ein und wurde in dem in den Freien Hansestädten Hamburg und Lübeck stationierte 2. Hanseatische Infanterie-Regiment angestellt. Vom 4. Juni bis 16. Juli 1888 war er dem Schleswig-Holsteinischen Pionier-Bataillon Nr. 9 in Harburg des IX. Armee-Korps und vom 9. Mai bis zum 16. September 1889 dem Lehr-Infanterie-Bataillon zugeteilt. Am 24. März 1890 wurde Hindenburg unter der Beförderung zum Premierleutnant, mit Patent vom 15. Dezember 1889, in das Grenadier-Regiment „König Friedrich Wilhelm I.“ (2. Ostpreußisches) Nr. 3 nach Königsberg versetzt. Sein Abschiedsgesuch mit Pension und der Berechtigung zum Tragen der Armeeuniform wurde ihm am 17. November 1892 bewilligt.
Nach seinem Abschied ließ er sich in Dresden nieder. Während des Ersten Weltkriegs verfasste Hindenburg die erste Biografie über seinen älteren Bruder, des „Helden von Tannenberg“, der kurze Zeit später zusammen mit Erich Ludendorff die Oberste Heeresleitung übernehmen sollte. Später schrieb er hauptsächlich kurzweilige Romane und Schauspiele.
Nach dem Tod seiner Frau im Jahr 1927 zog er in ihre Heimatstadt und lebte mit einer ebenfalls verwitweten Schwägerin zusammen. Das Ehepaar von Hindenburg wurde auf dem Burgtorfriedhof bestattet.

### Familie

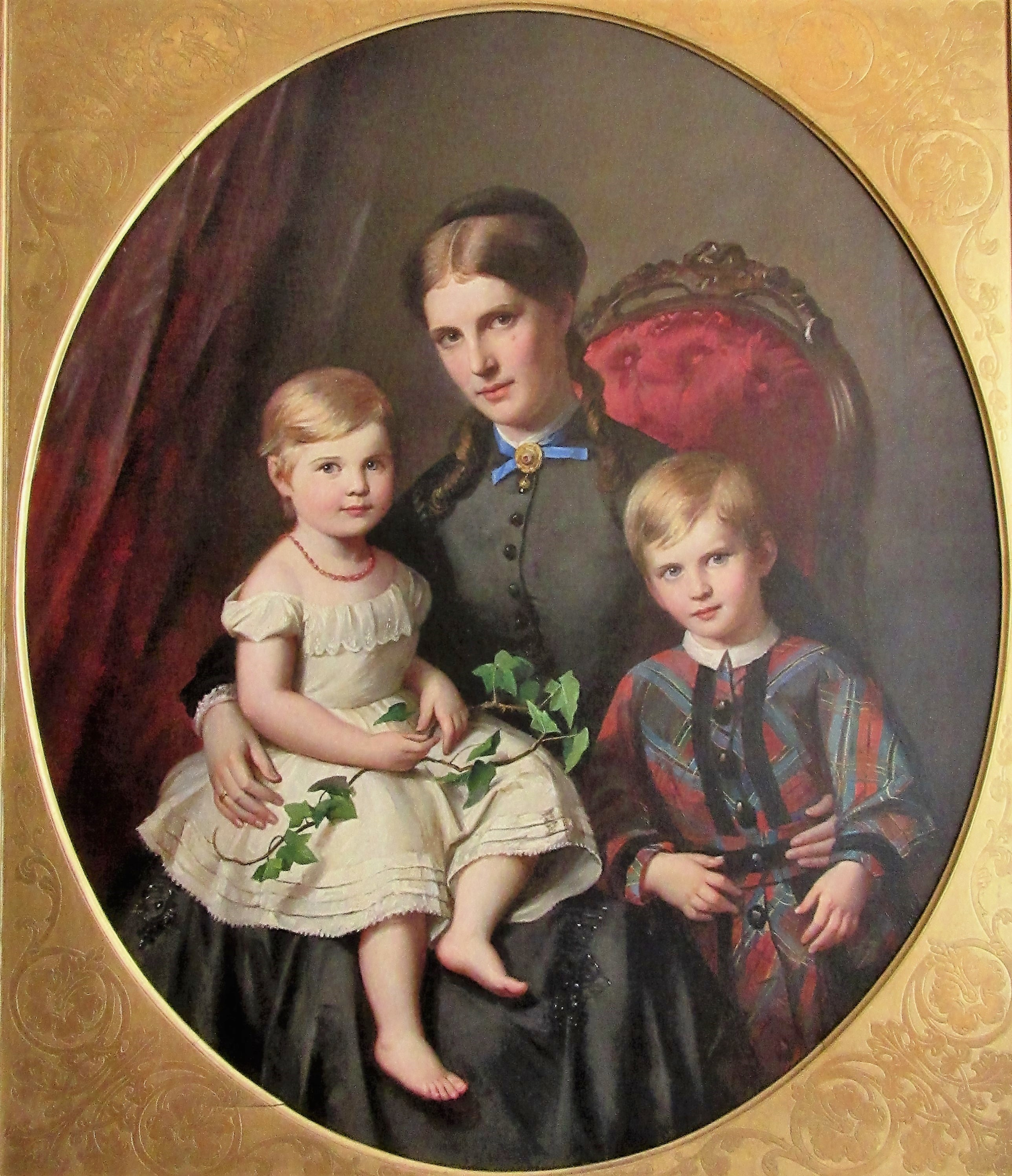
Louis Asher: Henriette Charlotte Fehling mit den beiden ältesten Kindern Johannes Heinrich (* 1863) und Emilie Charlotte Adele (* 1865), entstanden vor 1867

Hindenburg hatte sich 1890 in Lübeck mit Emilie Charlotte Adele Fehling (* 1. April 1865 in Lübeck; † 16. November 1927 in Dresden) in der Marienkirche verheiratet. Sie war die Tochter des Lübeckischen Kaufmanns und Senators Johannes Fehling. Die Ehe blieb kinderlos.

## Werke
- Paul von Hindenburg. Ein Lebensbild. Schuster & Loeffler, Berlin 1915. (Digitalisat). Neuauflage: Feldmarschall von Hindenburg. Ein Lebensbild. August Scherl, Berlin 1916. (Digitalisat).
- Der Bernsteinkönig. Roman. 1915.
- Maria. Schauspiel in 4 Aufzügen. Schauspiel in 4 Aufzügen. 1922.
- Glockenläuten. Schauspiel und Traumspiel in 1 Akt. 1923.
- Maria. Schauspiel in 4 Aufzügen. 1923.
- Gedankensplitter, Gedichte, Märchen. 1923.
- Die Sagensteine. Trauerspiel in 3 Akten. 1923.
- Der Ring. Schauspiel in 4 Aufzügen. 1925.
- Schlacken. Schauspiel in 3 Aufzügen. 1925.
- Galilei. Trauerspiel in 5 Akten. 1925.
- Der Zukünftige. Lustspiel und Traumspiel in 3 Aufzügen. 1925.
- Der Dichter. Schwank in 4 Aufzügen. 1925.
- Die blaue Blume. Schauspiel in 5 Akten. 1925.
- Staub. Ein Bühnentraum in 5 Akten. 1925.